# Gare de Shawinigan (Canadien Pacifique)
Ne doit pas être confondu avec Gare de Shawinigan (Canadien National).
La gare de Shawinigan est une ancienne gare ferroviaire canadienne construite par le Canadien Pacifique en 1927. Elle a été désignée comme gare ferroviaire patrimoniale en 1994 et citée comme immeuble patrimonial en 2017.

## Histoire
La gare a été construite par le Canadien Pacifique en 1927 selon les plans de la firme d'architecte Laflamme et Laflamme. La gare est désignée comme gare ferroviaire patrimoniale le 7 janvier 1994. Le 24 juillet 2017, elle a été citée comme immeuble patrimonial par la ville de Shawinigan.

## Patrimoine ferroviaire

Le bâtiment en 2017
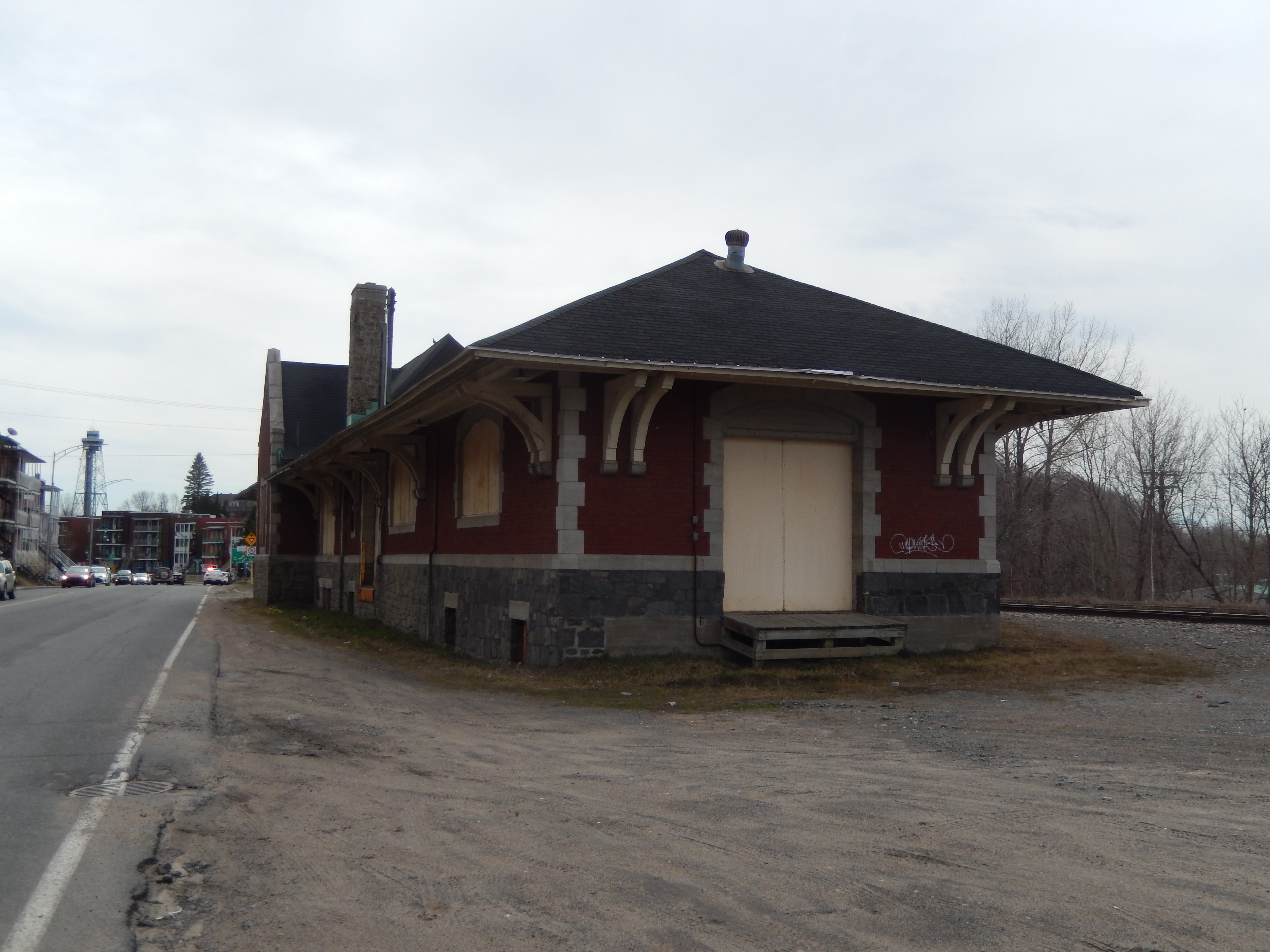
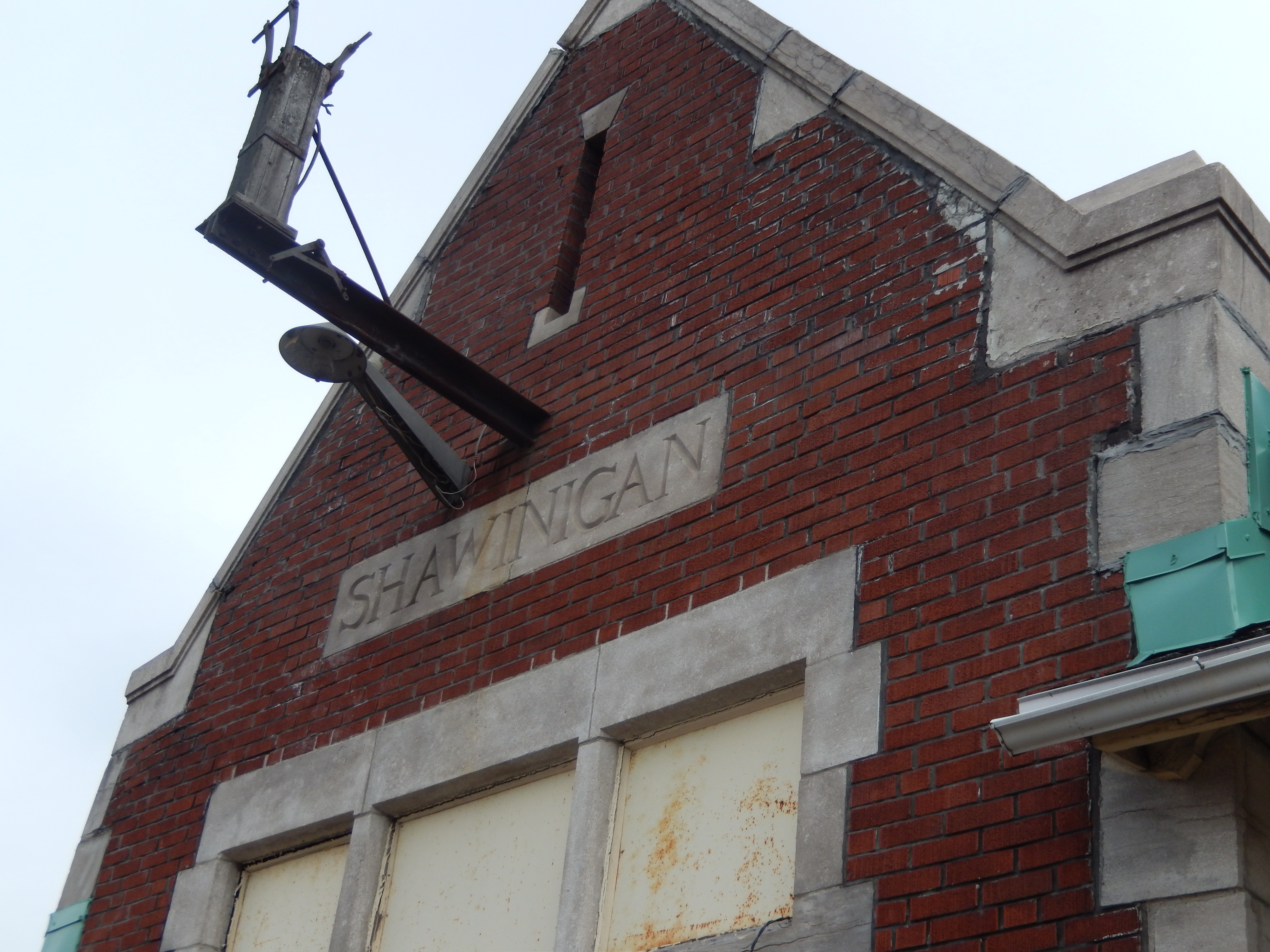
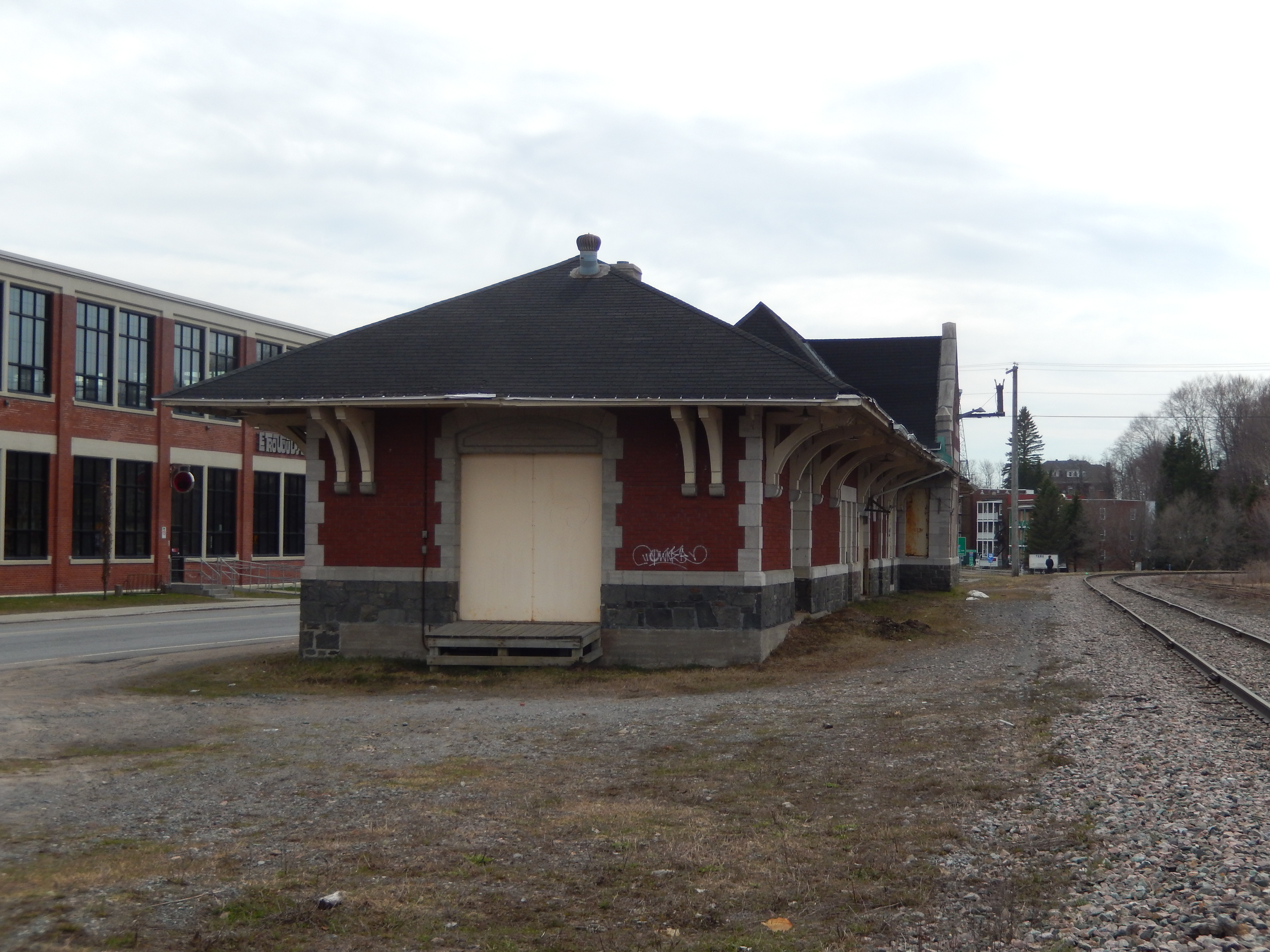